# Ranunculus changpingensis
Ranunculus changpingensis W.T. Wang – gatunek rośliny z rodziny jaskrowatych (Ranunculaceae Juss.). Występuje endemicznie w Chinach, w stolicy państwa, Pekinie, w dzielnicy Changping.

## Morfologia
PokrójBylina o lekko owłosionych, rozgałęzionych pędach. Dorasta do 70 cm wysokości.
LiścieLiście odziomkowe o lekko skórzastej, trójdzielnej blaszce, o pięciokątnym kształcie. Mierzy ona 9 cm długości oraz 10 cm szerokości. Nasada liścia jest ucięta. Liść jest klapowany, na brzegu lekko ząbkowany. Wierzchołek jest ostry. Ogonek liściowy jest mniej lub bardziej owłosiony i ma 15 cm długości. Liście łodygowe są mniejsze. Są siedzące lub osadzone na krótkim ogonku.
KwiatyZebrane po kilka, do 9, w kwiatostanach mierzących 20 cm. Kwiaty pojawiają się na szczytach pędów. Mają żółtą barwę. Dorastają do 14 mm średnicy. Mają 5 eliptycznych działek kielicha, które dorastają do 6–7 mm długości. Mają 5 podłużnie owalnych płatków o długości 13 mm i szerokości 8–10 mm. Podsadki podobne są do liści łodygowych lub mają kształt równowąski. Szypułka mierzy 1,5–8 cm. Dno kwiatowe jest nagie. Kwiat ma liczne pręciki. Pylniki mają wąski, podłużny kształt.
OwoceNagie niełupki o owalnym kształcie. Mierzą 22–25 mm długości i 20 mm szerokości. Tworzą owoc zbiorowy – wieloniełupkę o kulistym kształcie i 5 mm długości.

## Biologia i ekologia
Roślina jest geofitem ryzomowym. Rośnie na łąkach. Kwitnie i wydaje owoce w lipcu.